# 南涪铁路
南涪铁路是中国重庆市内一条连接南川区与涪陵区的铁路，是重庆外环铁路东南环线组成部分。

## 概况
南涪铁路线路全长78公里，为单线电气化铁路，国铁II级，设计速度最高可达140公里/小时。
于2008年9月19日开工，已于2012年9月30日开行货运列车。南涪铁路建成后货运为主，兼顾区域性客运，设计货运能力达每年1359万吨，预计近期开通每天4对短途旅客列车，远期增加至8对。 

## 沿线车站
全线设南川、南川东、水江、平桥、鸭江、梓里和涪陵站共7个车站，其中平桥、梓里站为预留会让站，仅实施线下工程，高桥站为远景预留，南川、涪陵站为既有接轨站，南川东、水江和鸭江站为新设中间站，南川东站为货运站。